# Albin Windhausen
Albin Windhausen, auch Albinus Windhausen (* 20. Mai 1863 in Burgwaldniel, Kreis Kempen; † 15. September 1946 in Roermond, Provinz Limburg), war ein deutsch-niederländischer Kirchen-, Historien- und Porträtmaler sowie Illustrator religiöser Motive.

## Leben

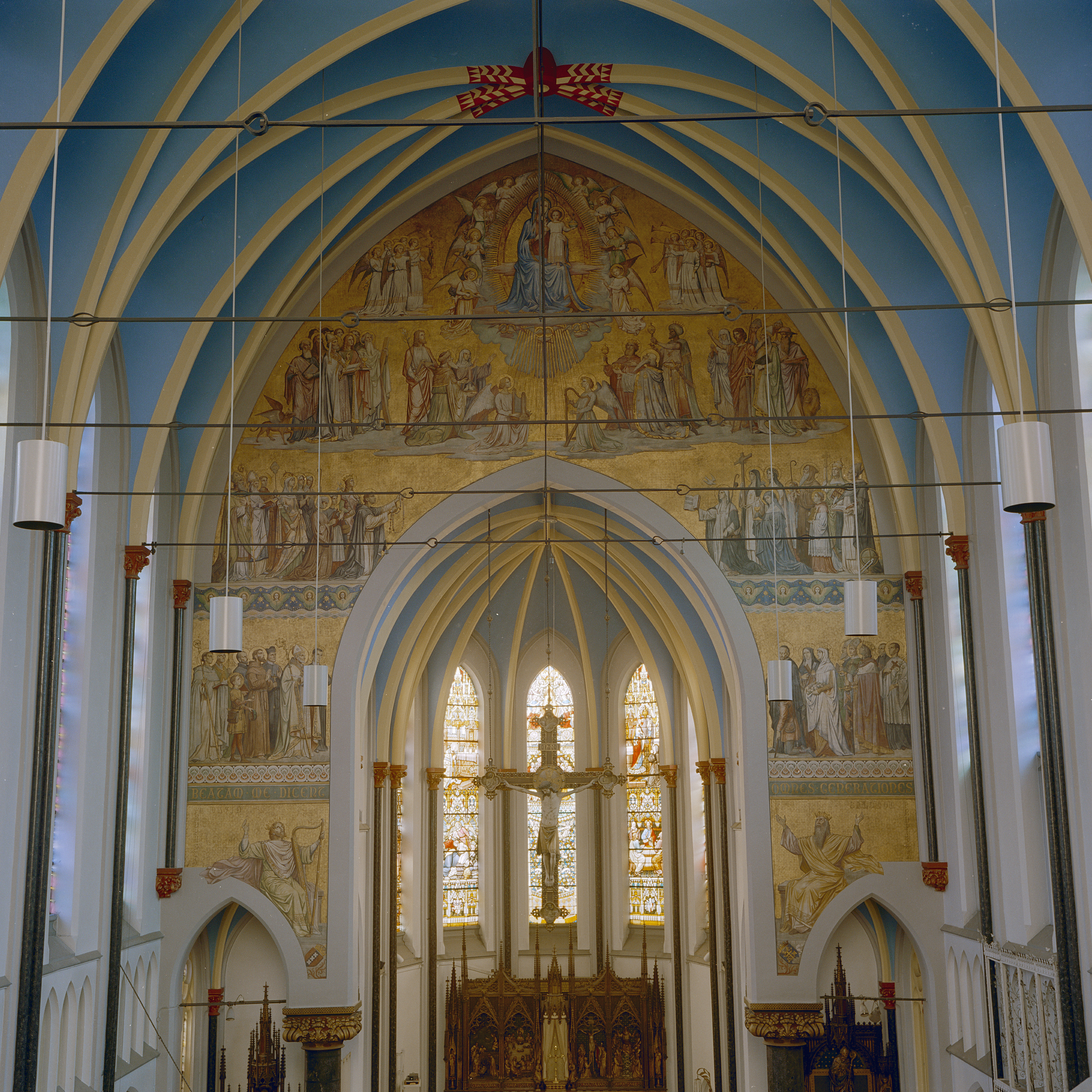
De verering van Maria door heiligen en zaligen in de hemel (Die himmlische Marienverehrung durch die Heiligen und Seligen), 1904, Wandgemälde in der Klosterkapelle in ’t Zand in Roermond

Windhausen war drittältestes von sieben Kindern des deutschen Kirchenmalers Peter Heinrich Windhausen und dessen Ehefrau Maria Susanna Aretz (1833–1894). Auf Empfehlung des Roermonder Textilunternehmers François Charles Stoltzenberg (1805–1875) emigrierten seine Eltern 1873 vom Niederrhein nach Roermond, wo der Vater ein Atelier für Porträtmalerei und religiöse Kunst eröffnete, welches enge geschäftliche Beziehungen zu dem niederländischen Kirchenarchitekten Pierre Cuypers und zu Stoltzenberg sowie deren Atelier für christliche Bildhauerkunst unterhielt. Wie seine Brüder, insbesondere Heinrich (1857–1920), Joseph (1865–1936) und Paul (1871–1944), erhielt Albin Windhausen eine künstlerische Ausbildung durch seinen Vater in dessen Betrieb und übernahm dort dessen spätnazarenische Kunstauffassung, die von der religiösen Kunst der Düsseldorfer Malerschule geprägt und bis zu Beginn des 20. Jahrhunderts als historistischer Kirchenstil vor allem in katholischen Gegenden der Niederlande und Westdeutschlands verbreitet war. 1898 unternahm er mit seinem Bruder Joseph und dessen Künstlerfreund Ferdinand Langenberg eine Studienreise nach Norddeutschland, die sie nach Lüneburg, Güstrow und Stralsund führte.
Im gleichen Jahr heiratete er Clasina van Buchem (1868–1933). Mit seinem Bruder Paul unterhielt er in Roermond ein gemeinsames Atelier für religiöse Kunst, das auf die Herstellung von Kreuzwegen spezialisiert war. Später wurde der Betrieb von seinem Sohn Fons Windhausen (1901–1973) übernommen. 1921 wurden Albin Windhausen und sein Bruder Paul als Niederländer naturalisiert.